# Marta Coronado
Marta Coronado Ayarra, née en 1973 à Pampelune en Espagne, est une danseuse de danse contemporaine de la Compagnie Rosas d'Anne Teresa De Keersmaeker.

## Biographie
Marta Coronado débute par le ballet classique au Conservatoire Real Pablo Sarasate de Pampelune où elle se produira, à partir de 1989, dans le jeune corps de ballet de l'institution pour les créations classiques du répertoire (Roméo et Juliette, Petrouchka, Giselle...). De 1992 à 1996, elle participe aux créations de la compagnie de José Lainez avant un court passage à Paris pour suivre l'enseignement de Dominique Duszynski. Grâce à cette rencontre, elle auditionne avec succès en septembre 1996 pour P.A.R.T.S. de Bruxelles, créé par Anne Teresa De Keersmaeker, dont elle suit l'enseignement pendant deux ans. Elle intègre à l'issue de cette formation la Compagnie Rosas de la chorégraphe flamande en 1998 et deviendra une danseuse essentielle du groupe notamment en participant aux créations de Drumming, I Said I, In Real Time, Rain, (But If a Look Should) April Me, D'un soir un jour, Raga for the Rainy Season/A Love Supreme, Bitches Brew/Tacoma Narrows, et Kassandra.
En 2002, elle obtient un Bessie Award de la meilleure danseuse à New York pour sa performance dans Drumming en 2001,.
Depuis 2007, Marta Coronado enseigne à P.A.R.T.S. les techniques de ballet classique et le répertoire de Rosas et est répétitrice de différents ballets de la compagnie, notamment auprès des danseurs de l'Opéra de Paris lors de l'entrée au répertoire de l'institution de Rain en 2011. Son rôle de pédagogue de la danse contemporaine s'est élargit à d'autres compagnies dont notamment Les Ballets C de la B ou le Ballet de Marseille, mais également lors de masters class données lors de festivals tels que ImPulsTanz ou Charleroi/Danses.